# メルセデス・ベンツ・L319
メルセデス・ベンツ L319（Mercedes-Benz L319 ）は、1955年から1967年にかけてダイムラー・ベンツで製造された小型の商用車である。当時の標準的なライトバンよりは大型で通常の小型トラックよりは小型のこの車は、ダイムラー・ベンツ社としてはこのクラスで最初の車であった。ボディ形式はバンとトラックがあり、特装車とマイクロバスも選ぶことができた。

## 背景
1955年の時点でダイムラー・ベンツ社は乗用車市場において確固たる地位を築いており、商用車市場でも従来型トラックの幅広い製品を取り揃えていた。当時の同社の最小モデルは1945年以来のL 3500シリーズであった。ダイムラー・ベンツ社はそれ以前に小型のL1500や3トン積みのL3000といったトラックを自社の製品に擁していたが、第二次世界大戦中に政府から合理化のために競合他社のオペル・ブリッツをL701として生産させられていた。しかし、1950年代初めのフォルクスワーゲンのパネルバンの成功とオペル・ブリッツのモデルチェンジがダイムラー・ベンツ社にこのカテゴリーの重要さを無視できないものとした。

## 発表
1955年9月のフランクフルトモーターショーで初披露されたこのバンは、車両総重量3.6トンと最大積載量はモデルにより1.6か1.8トンであった。ボディ形状はパネルバン、高床の小型トラック、低床の小型トラックと様々な特装車と造りの良いミニバスといったものを幅広く揃えていた。自動車博物館では特に消防車タイプが現存するL319として見掛けられる機会が多い。

## 車体の構成
メルセデスはフォルクスワーゲン社のリアエンジン配置の後追いをしなかったが、オペル・ブリッツや当時のメルセデスの大型トラックと特徴であった突き出したボンネットを持たない近代的なキャブオーバー配置を採用していた。運転手は車両の前方に座ることで良好な視界を得ることが可能で、積載空間を最大に確保すると同時に車自体に直ぐには旧態化しない外観を与えていた。車両前方に搭載されたままのエンジンは車室内で運転手と同居することとなり、運転席と助手席の間の空間を占有した。ボディの設計者は後輪とつながるプロペラシャフトのことも考慮に入れねばならなかった。

## 動力系統
板バネと固定車軸は単純さが長所であり、自社製の乗用車用エンジンを流用することで開発費用も抑えることができた。オリジナルのL319はメルセデス・ベンツ 180Dと出力43 hpのエンジンを共用していた。その後に多少出力が向上したディーゼルエンジンがガソリンエンジンと共に提供された。

## 生産
当初このバンの生産はダイムラー・ベンツの本社があるウンターテュルクハイムからさほど遠くないジンデルフィンゲン工場で始まった。1958年にダイムラー・ベンツ社はアウトウニオン社を買収し、その資産の中には1945年にソビエト占領地域（Soviet Occupation Zone）になったことで本拠地のツヴィッカウ工場を失ったアウトウニオンがその後に自社製品を生産していたデュッセルドルフ工場があった。ダイムラー・ベンツ社はアウトウニオン車の生産を次第にインゴルシュタットの新工場に移し、デュッセルドルフ工場をメルセデス・ベンツの商用車工場に転換していった。L319の生産は1961年にデュッセルドルフ工場へと移転された。
またこのバンはスペインのビトリア＝ガステイスにある工場でも生産された。

## 車名の変更
1963年にL319の車名は捨てられ、「L405」（ディーゼルエンジン版）と「L407」（ガソリンエンジン版）と改称された。また「L406」と「L408」の名称も用いられたが、これはダイムラー・ベンツ社の商用車群への大掛かりな命名方式の変更の一環に則った措置であった。当初このモデル名は「重量と出力」を表していた。

## 代替
1968年モデルからL319はメルセデス・ベンツ T2（Mercedes-Benz T2）に代替された。この時点までに12万台から14万台が生産された。